# Amelora arotraea
Amelora arotraea là một loài bướm đêm thuộc họ Geometridae. Nó được tìm thấy ở Úc, bao gồm Tasmania.